# Mão Negra
Unificação ou Morte (em sérvio:  Уједињење или смрт, Ujedinjenje ili smrt), também chamado de Mão Negra (Црна рука, Crna ruka), foi uma organização nacionalista sérvia que recorreu ao terrorismo como uma forma de atividade política,  e tinha conexões com alguns elementos pan-eslavistas do Governo da Sérvia.
A sociedade secreta fundada no Reino da Sérvia em 10 de junho de 1910, por ex-membros de uma sociedade semissecreta chamada Narodna Odbrana (Defesa do Povo), dedicado à realização do pan-eslavismo e do nacionalismo, por meio de assassinatos, com a intenção de unir todos os territórios com populações eslavas do Sul anexadas pela Áustria-Hungria. O objetivo declarado de reunificação, em um Estado único todos os membros do povo sérvio, significava um confronto com a Áustria-Hungria, que dominava a Bósnia e Herzegovina, território, que de acordo com a organização e documentação, deveria ser integrado ao novo Estado sérvio.
A Mão Negra foi o grupo responsável por planejar e organizar o assassinato do herdeiro do trono do Império Austro-Húngaro, o arquiduque Francisco Ferdinando da Áustria e sua esposa Sofia Chotek, em Sarajevo (ver: Atentado de Sarajevo), o atentado e suas consequências foram um dos gatilhos da Primeira Guerra Mundial. No entanto, os autores do ataque eram membros da organização Jovem Bósnia.
A organização exigia obediência total aos seus membros e ordenava a execução daqueles que considerava seus inimigos. Um de seus principais membros foi Dragutin Dimitrijević "Apis", um dos principais conspiradores do Golpe de Maio de 1903. Foi herdeira deste conluio que acabou com a dinastia Obrenović ao assassinar o rei Alexandre I da Sérvia e a rainha Draga Mašin; e perpetuou o poder dos conspiradores na vida política do país, com consequências desastrosas. Aumentou o poder dos conspiradores na corte, no parlamento e nos vários governos no início do século XX.
A organização foi extinta em 1917 pelo Governo da Sérvia após o julgamento de Salônica.
|                               |                                                                 |
| Cruz cerimonial do Mão Negra. | Gavrilo Princip (dir.) sendo preso após o atentado de Sarajevo. |